# NGC 7030
NGC 7030 é uma galáxia espiral barrada (SBab) localizada na direcção da constelação de Capricornus. Possui uma declinação de -20° 29' 12" e uma ascensão recta de 21 horas, 11 minutos e 13,3 segundos.
A galáxia NGC 7030 foi descoberta em 1886 por Frank Leavenworth.